# 马赖
聖馬賴（1814年2月6日—1856年2月29日）法文名奧斯定·沙普德萊納（法語：Auguste Chapdelaine），是法國天主教傳教士，屬巴黎外方传教会，到中國傳教，由於在不符合黄埔条约的情况下進入中國广西傳教，因此遭遇殺害。史稱「廣西西林教案」。

## 历史背景
1844年10月訂立的中法《黃埔條約》第二十二款規定，如有中國人毀壞法國教堂、墳地，地方官要照例嚴懲。這是允許外國人在華傳教最初的法律根據。1846年道光帝頒佈上諭，不但准免查禁天主教，還同意發還以前沒收的天主堂，基督教傳教從此成為公開合法。不過當時允許外國傳教士活動的區域，只限於五口通商口岸，並未准許他們進入內地傳教。
西林教案发生在太平天国期间，而太平天国也正是从广西开始起义的。太平天国崇拜“拜上帝教”，该教源自基督教。清朝官方对基督教十分警惕，严格防范。马赖进入广西内地聚众传教，被地方官员误以为组织造反，因此遭到逮捕，导致惨案发生。
中法《黃埔條約》第二十三款規定，「法蘭西無論何人，如有犯此例禁，或越界，或遠入內地，聽憑中國官查拿，但應解送近口法蘭西領事官收管；中國官民均不得毆打、傷害、虐待所獲法蘭西人，以傷兩國和好。」中山大学教授袁伟时认为，中國把馬賴處死，違反了應把拘捕的法國人解送領事的條約義務。直到現在，學者仍無法確定馬賴犯了哪些罪該處死刑。按照程序正義優先的法律觀點，中國無疑理虧。
19世紀外國傳教士大批進入中國偏遠地區傳教，許多外國傳教士被指控與中國婦女有性醜聞。

## 生平
聖馬賴於法國拉罗谢尔诺尔芒德的農村岀生，是家中幼子，年輕時在家幫助農事。他受感召，苦勸父母後，進修道院和比他年幼很多的同學學習。雖然過了年齡限制，但他的熱忱使他得以加入傳教工作。馬賴於1843年6月10日晉鐸。在姊姊的喪禮後，他和家人告別，於1852年受巴黎外方傳教會派遣，離開法國參與中國廣西的天主教傳教工作。
他在廣州停留後，1854年春去了貴州省會貴陽。12月，他和盧廷美往廣西西林縣的堯山村，和當地約300人的天主教團體見面。在1854年12月8日他第一次在當地主持第一場彌撒。他抵達後10天，被關入西林縣衙門，關了16天（一說18天）。受到個人恐嚇後，馬賴1855年初去貴州，同年12月重回廣西。
馬賴1855年秋冬之際認識寡妇曹桂英。曹桂英1821年生於貴州，父母都是天主教徒，自幼虔誠信教，在其教徒丈夫去世後守寡。Lyons神父向馬賴推薦曹寡妇負責與女性進行教理問答，她在馬賴邀請下，來到西林，向苗族婦女传播福音，並傳授歐洲人的育嬰、烹飪等家務技能:100。因此西林定安等地傳言，马赖违反天主教清規，常带着一个年轻漂亮的「曹寡妇」传教，表面上是他的秘書，实际上是他的姘妇。

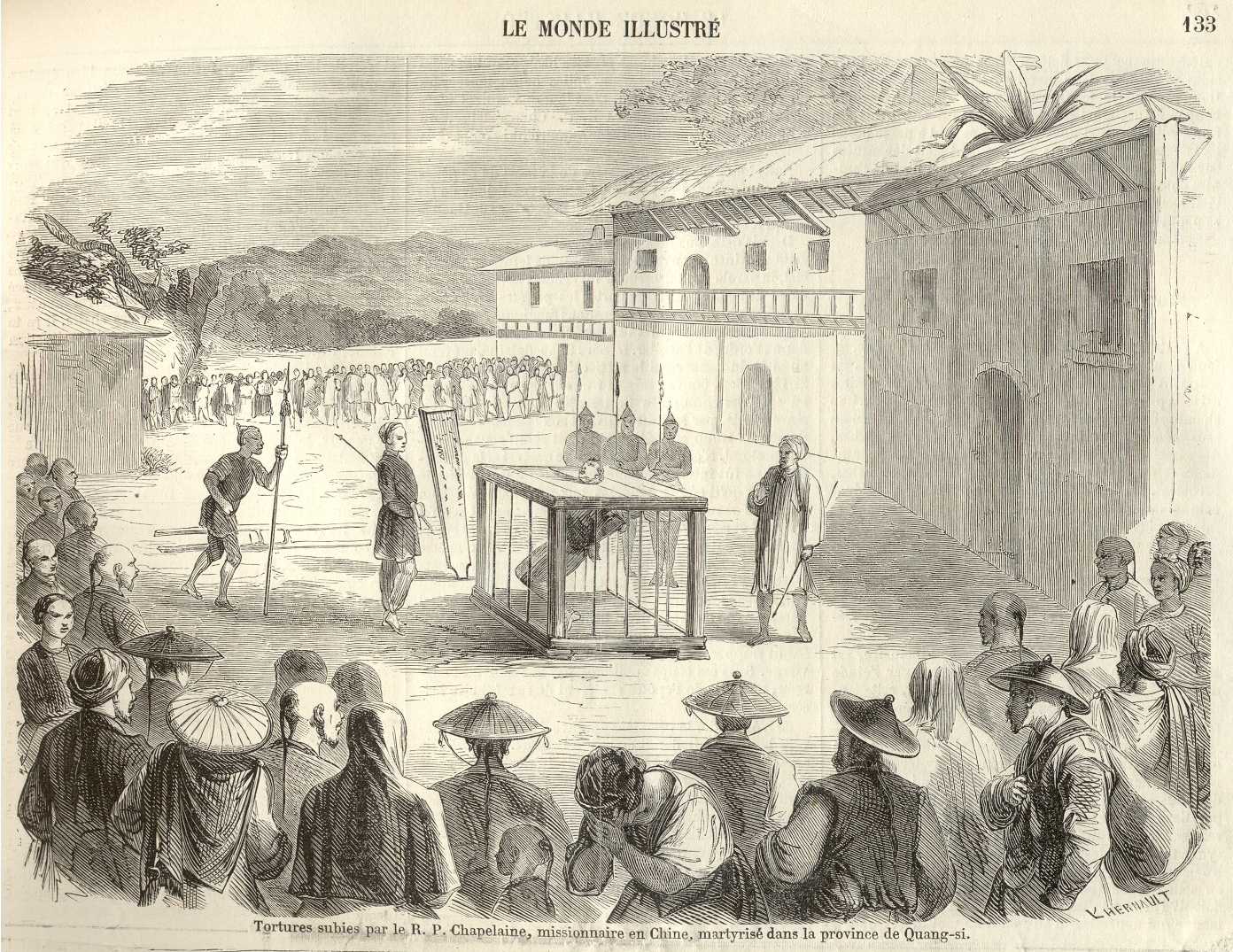
聖馬賴神父殉教圖

1856年2月22日，一名新信徒的親戚白三控告馬賴，當時衙門休假。2月25日，新任西林縣知縣張鳴鳳下拘捕令，於是在堯山的馬賴和當地一些天主教徒被捕。馬賴先遭重刑，又被罰站籠，關到小鐵籠子裡，籠子掛在監牢大門。最终馬賴死亡，然後其屍體被梟首示眾。
知縣張鳴鳳同時拘捕了曹桂英等15位教徒。張鳴鳳質問曹寡妇是否與馬賴通姦，她鄙夷的否認，表示到西林前並不認識馬賴。張鳴鳳威脅她，如果不改宗，就將其處死。曹桂英拒絕叛教，被罰站籠而死。迄今沒有證據顯示兩人有姦情:102。

## 政治後果
在法國外交壓力下，張鳴鳳被革職。法國因為「馬賴神父事件」（也稱為「西林教案」），加入英國在1856年至1860年的英法聯軍之役（又稱為第二次鴉片戰爭）。戰爭後簽訂的《天津條約》，在第13條賦予基督徒傳教和擁有資產的權利。

## 宣聖和爭論
馬賴於1900年被宣福。一百年後的2000年10月1日，教宗若望·保祿二世將他和曹桂英等共120位由17到20世紀在中國為天主教而殉教的人士冊封為聖人。
自2000年9月26日起，中國官方媒體新華社發表新聞稿回應，以宣傳表示馬賴神父等人，指控他們犯下「嚴重罪行」。當時西林人將當地土匪馬子農的惡行與馬賴混為一談，兩廣總督葉名琛已指出此事；但新華社的新聞稿依然以訛傳訛，因而引來袁偉時教授與大陸以外地區華人教會的批評。另有來自河北、山西、陝西等神職人員及教友被迫參加政治會議，批評宣聖一事。他們表示，席上有人反駁政府的立場，與官員爭論。